# Triodontella uhana
Triodontella uhana är en skalbaggsart som beskrevs av Moser 1924. Triodontella uhana ingår i släktet Triodontella och familjen Melolonthidae. Inga underarter finns listade i Catalogue of Life.